# 郭宗英
郭宗英（1999年2月14日—），天津宝坻人，中国女子柔道运动员，宝坻首位参加奥运会的运动员，毕业于中国民航大学。

## 生平
1999年2月14日，出生于天津市宝坻区大口屯镇东堼村。2020年9月，进入中国民航大学学习。2023年9月24日，获得第19届亚运会柔道女子48公斤级铜牌。2024年6月，进入中国国家柔道队参加2024年巴黎奥运会的运动员名单，成为宝坻首位参加奥运会的运动员。2024年7月，巴黎奥运会柔道女子48公斤级淘汰赛中，郭宗英不敌美国选手玛丽亚·西利娅·拉博德，无缘晋级。